# Давидсон Самуїл Абрамович
Давидсон Самуїл Абрамович — український кінооператор. Автор ряду технічних винаходів. Перший у світі здійснив в 1936 р. з парашута зйомки масового парашутного десанта для фільму «Ударом на удар». Був членом Спілки кінематографістів УРСР.
Народився 1 жовтня 1897 р. в м. Києві в родині службовця.
Освіту отримав у Київському художньому училищі.
Воював на фронтах громадянської війни.
Працював у кіно з 1927 р. Спочатку на кінофабриці ВУФКУ в Ялті, а з 1928 р. — в системі кінохроніки.
В дні Великої Вітчизняної війни був оператором бойових кіногруп.
Був оператором Української студії хронікально-документальних фільмів (1940—1957).
Помер 22 вересня 1987 р. в Києві.

## Фільмографія
Зняв близько 1800 сюжетів і нарисів для кіножурналів, а також документальні стрічки:
- «Крим кличе»,
- «За Кокс! За Чавун! За сталь!»,
- «Комсомол Кузнецькстроя»,
- «Дніпрогес» (у співавт.),
- «На ланах України» (у співавт.),
- «На шляху достатку» (у співавт.).